# Fukuoka SoftBank Hawks
Pour les articles homonymes, voir Fukuoka (homonymie) et Hawks.
Les Fukuoka SoftBank Hawks (福岡ソフトバンクホークス ou Fukuoka Sofutobanku Hōkusu) sont une équipe japonaise de baseball évoluant dans la Pacific League (Ligue pacifique).
Les Hawks sont les champions en titre de la NPB après avoir remporté les Japan Series quatre années de suite de 2017 à 2020.

## Noms
- Nankai : 1938-1944.
- Kinki Nihon : 1944.
- Kinki Great Ring : 1946-1947.
- Nankai Hawks : 1947-1988.
- Fukuoka Daiei Hawks : 1989-2004.
- Fukuoka SoftBank Hawks : 2005- en cours.

## Histoire
Le club est fondé en 1938, et en 1988, il est la propriété de Nankai Electric Railway, société de transport ferroviaire basée à Osaka. En Septembre 1988, Nankai Electric Railway est acheté par Daiei, grande chaîne de supermarchés au Japon. En plus de changer de nom, le club déménage à Fukuoka en 1989. Le  28 janvier 2005,  SoftBank Corporation, société de media et de télécommunication japonaise, rachète le club, qui change de nom.